# Bò sữa sừng ngắn
Bò sữa sừng ngắn (tiếng Anh: Dairy Shorthorn) là một giống bò sữa có nguồn gốc từ Anh. Giống bò này phát triển từ giống bò sừng ngắn (Shorthorn), và có nguồn gốc từ County Durham, Northumberland và Yorkshire ở phía đông bắc nước Anh.
Loài này được biết đến với tên gọi "Shorthorn Dairy" ở Vương quốc Anh, Ireland, Úc và Nam Phi, và một cái tên khác: "Milking Shorthorn" ở Canada, New Zealand và Hoa Kỳ. Giống bò Illawarra của Úc phần lớn là hậu duệ của Dairy Shorthorn. Giống bò đỏ Na Uy và bò đỏ Thụy Sĩ cũng có một số tổ tiên là bò sừng ngắn.

## Đặc điểm
Bò Dairy Shorthorn là giống bò có kích thước trung bình, những con bò trưởng thành có chiều cao trung bình 140 cm (55 in) ở đầu đuôi và có trọng lượng từ 640 đến 680 kg (1.410 đến 1.500 lb). Chúng có màu đỏ, đỏ với các mảng trắng, trắng hoặc lang. Các gen màu lông đỏ và trắng của giống bò sữa sừng ngắn thuần chủng đồng chiếm ưu thế, tạo ra màu lang và các mẫu màu độc đáo được thấy trong giống bò này. Sản lượng sữa trung bình cho giống này là khoảng 7.000 kg (15.000 lb) trong chu kỳ sữa hàng năm là 305 ngày, với 3,8% bơ và 3,3% protein.
Bò sữa / Bò sữa Shorthorn cũng được biết đến với mức sinh cao, hiệu quả chăn thả và dễ quản lý khiến cho giống này thích hợp cho hoạt động sản sinh sữa trong khi chất lượng thức ăn thấp trong nhiều môi trường sản xuất khác nhau. Bò sữa sừng ngắn được biết đến về sức sống, tuổi thọ của chúng, và dễ dàng sinh bê cũng như tính linh hoạt của chúng trong một số môi trường sản xuất.